# 孤独乔治

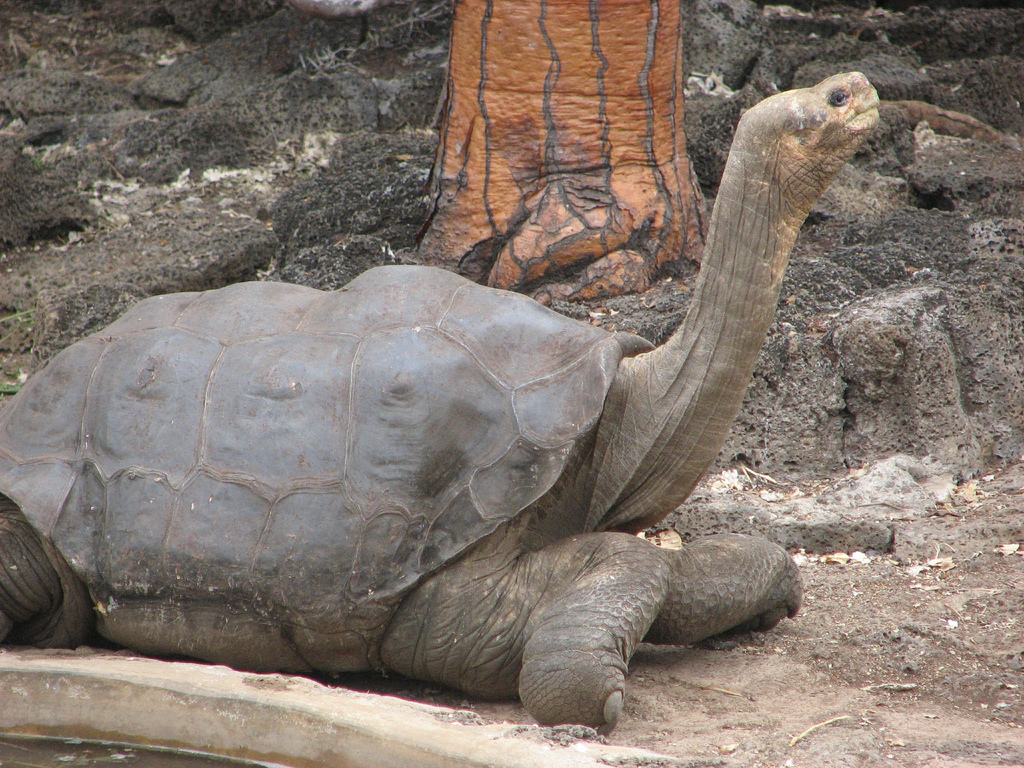
2006年時的孤獨喬治

孤独乔治（英語：Lonesome George；約1910年—2012年6月24日），又译作寂寞乔治，1971年被发现到2012年确认死亡为止，是世上已知最後一隻平塔岛象龟（学名：Geochelone nigra abingdoni）。该亚种属于生活在加拉帕戈斯群岛的加拉帕戈斯象龟的11个亚种之一。它被认为是世界上最稀有的动物，也是加拉帕戈斯群岛乃至全球物种保护的象征之一。有观点认为“乔治”这一名字来源于美国演员乔治·戈布尔扮演的一个角色。
乔治最早由匈牙利软体动物学家约瑟夫·瓦格沃尔吉（József Vágvölgy）于1971年在平塔岛上发现。当时，岛上的植被已经被外来的野生山羊所破坏，在岛上生活的平塔岛龟也仅剩一只。出于保护它的目的，他被安置到了查尔斯·达尔文基金会设立的研究站中，与两只其他亚种的雌龟一同饲养以繁殖后代。然而，尽管雌龟已为它产下两窩蛋，但都没有能成功孵化。
据估计，乔治的年龄在60岁至90岁之间，身体健康。在除掉了平塔岛上的外来山羊后，目前岛上的植被也已开始恢复原状。
2012年6月24日，南美洲厄瓜多海岸外平塔岛（Pinta Island）的加拉巴戈斯国家公园（Galapagos National Park Service）发表声明，“孤独乔治”已经死亡，又一种动物从地球上永远消失。
由于在平塔岛附近的伊莎贝拉岛上的沃尔夫火山周围发现了一些有部分平塔岛龟基因的加拉帕戈斯象龟，有人猜测在沃尔夫火山周围至少有一只平塔岛象龟。此外，在布拉格的一家公园中有一只名为托尼（Tony）的雄龟一度被认为可能是纯种的平塔岛龟，但遺憾的是基因分析結果顯示其是來自於平松島的亞種。
另有一奖项，将奖励1万美元给平塔岛雌龟的发现者。

## 繁殖尝试
帮助孤独乔治交配的尝试曾进行了几十年都未成功，原因很可能是没有与其同亚种的雌龟，因而达尔文研究站已提供1万美元的奖励征求适合的雌龟。当时乔治曾与两只来自伊莎贝拉岛沃尔夫火山地区的雌性伊莎贝拉岛象龟（Geochelone nigra becki）一同生活，以期望它能够通过繁殖使其基因型得以保存。与乔治配对的这一亚种被认为是与其基因最为接近的一个亚种，不过即便乔治能够成功地繁殖后代，其后代也不再是纯种的平塔岛象龟了。2008年7月21日，报道称乔治意外地与一雌龟交配成功，总共产下了13只蛋。然而11月11日时，达尔文研究所宣布，80%的蛋重量过低，不可能存活。更令研究所失望的是，到2008年12月时剩余的蛋也都孵化失败，X光显示它们都已无法存活。
2009年7月21日，在乔治第一次成功交配一年后，加拉巴戈斯國家公園宣布乔治的一雌性伴侣又已产下了第二窝的五只蛋。当时，公园官方表示这些蛋的状况都很出色，可能能够孵化成功。不过到12月16日，这五只蛋的孵化期已过，所有的蛋仍不幸都未能存活。在头五只蛋后，那只雌龟又产下六只蛋，但这些蛋看起来也很可能无法存活。

## 灭绝
加拉巴戈斯国家公园（Galapagos National ParkService）于2012年6月24日发表声明，“孤独乔治”已死亡。24号当日，长期照顾“孤独乔治”的勒里纳（Fausto Llerena）发现它的尸体瘫在地上，面朝圣克鲁斯岛上“它的水坑所在方向”。“孤独乔治”的死亡也宣告属于加拉巴戈斯象龟平塔岛亚种从地球永远消失。相关单位计划验尸找出它的死亡原因，园方打算将乔治的尸体永远保存留在园内展示，並冷凍保存其部分組織細胞供未來復育研究使用。